# كارل براندت (أستاذ جامعي)
كارل براندت (بالألمانية: Karl Brandt)‏ هو اقتصادي ألماني، ولد في 9 يناير 1899 في إسن في ألمانيا، وتوفي في 8 يوليو 1975 في مينلو بارك في الولايات المتحدة.

## وصلات خارجية
- كارل براندت على موقع إن إن دي بي (الإنجليزية)